# Guerra russo-turca (1710-1711)
La guerra russo-turca del 1710-1711 scoppiò a seguito della vittoria russa contro la Svezia nella battaglia di Poltava.

## Contesto
Durante la grande guerra del nord il re di Svezia Carlo XII, ferito in combattimento, venne aiutato da diplomatici francesi e austriaci a fuggire dal campo di battaglia e a rifugiarsi presso la fortezza ottomana di Bender. Qui il sovrano svedese riuscì a persuadere il Sultano Ahmed III a dichiarare guerra alla Russia, che scoppiò il 20 novembre 1710.

## La guerra
L'evento principale di questo conflitto fu la battaglia del Prut del 1711 nella quale le truppe russe comandate da Pietro il Grande e dal generale Boris Šeremetev cercarono di conquistare la Moldavia con l'aiuto del voivoda di Moldavia Dimitrie Cantemir.
Ma l'esercito turco, guidato dal gran visir Baltacı Mehmed Pascià, circondò e sconfisse le truppe russe nella battaglia di Stănilești del luglio 1711 costringendo lo zar a chiedere la pace. Il conflitto terminò dunque con la firma della Pace del Prut che sancì il ritorno della città di Azov agli ottomani, la demolizione della fortezza di Taganrog e l'impegno da parte dello zar di non interferire negli affari della Confederazione polacco-lituana.

## Conseguenze
Nonostante la soddisfazione per la vittoria militare contro i russi, il Sultano accusò Baltacı Mehmed Pascià di aver imposto allo zar condizioni di pace troppo poco dure e lo sollevò dall'incarico. Carlo XII di Svezia e il khan di Crimea Devlet II Giray cercarono di convincere il Sultano a dichiarare nuovamente guerra alla Russia.
Una serie di scaramucce di confine rischiò, in effetti, di provocare un nuovo conflitto ma presto, il 17 aprile 1712 venne firmato un secondo trattato con la Russia, la pace del Prut. I continui tentativi di Carlo XII e di Devlet II Giray di provocare un nuovo scontro con la Russia indussero il Sultano Ahmed III a rimpatriare il primo e a esiliare il secondo nell'isola di Rodi.